# Чемпіонат Швеції з бенді 1929
 Чемпіонат Швеції з бенді: 1929 — 23-й сезон турніру з хокею з м'ячем (бенді), який проводився за кубковою системою. 
Переможцем змагань став клуб ІК «Йота» (Стокгольм).

## Турнір

### Чвертьфінал
- ІФ «Веста» (Уппсала)- ІФ «Йота» (Карлстад)  4-3
- ІФ «Ліннеа» (Стокгольм) - Вестерос СК  1-3
- Лідчепінгс АІК - ІФК Стренгнес 1-3
- Вестерос БК - ІК «Йота» (Стокгольм)  3-5

### Півфінал
- ІФ «Веста» (Уппсала)- Вестерос СК  3-4
- ІК «Йота» (Стокгольм) - ІФК Стренгнес 3-0

### Фінал
24 лютого 1929, Стокгольм
- ІК «Йота» (Стокгольм) - Вестерос СК  5-1